# Lucius Livius Andronicus
Lucius Livius Andronicus z Tarenta (vlastním jménem Andronikos) (kolem 278 př. n. l., Tarent – po r. 240 př. n. l.) byl římský dramatik řeckého původu.
Roku 272 př. n. l. byl Tarent dobyt Římany a Livius Andronicus byl prodán do otroctví do Říma. Jako otrok  vyučoval děti M. Livia Salinatora, který jej později propustil na svobodu a po kterém dostal své jméno Livius. Po svém propuštění si založil svou školu – vyučoval latinu a řečtinu. K učebním účelům přeložil z latiny  Odysseu, a to saturnským veršem, který se používal v nejstarší římské poezii. Přestože byl jeho překlad značně nedokonalý, sloužil jako školní pomůcka až do Horatiova překladu. Livius Andronicus se  stal zakladatelem římskému básnictví. Z textu se zachovalo 30 veršů. Od jeho doby se začalo přenášení řecké literatury do západní Evropy.
Za druhé punské války v roce 207 př. n. l. složil z pověření senátu kultovní píseň pro dívčí sbor ke cti Junony Iuno Regina – Královna Junona. Zachoval se jeden verš. Livius se tak stal i průkopníkem  v oboru lyriky. Jeho nejvýznamnější čin byl, že v roce 240 př. n. l. přeložil z řečtiny a o římských hrách (Ludi Romani) s úspěchem uvedl neznámou tragédii a komedii. Toto datum je považováno za počátek římské literatury. Z jeho další tvorby se zachovalo také jen několik zlomků. Při zpracovávání děl volil hlavně látky spojené s Trojskou válkou, například Achilles, Aias, Equos Troianus. Z komedií se nezachovalo nic, ale je známo, že uvedl na římské jeviště postavu chlubného vojáka.
Za svého života byl velmi uznávaným autorem, jeho dílo přispělo k tomu, že stát roku 207 př. n. l. dovolil básníkům a hercům se sdružovat do cechu - collegium scribarum histrionumque. Byl jim vyhrazen Minervin chrám na Aventinu. Zde se mohli scházet ke společným bohoslužbám a poradám. Tím básníci v Římě získali jakési úřední uznání. Pozdějšími autory nebyl příliš uznáván a ve zlaté době byla jeho díla podrobena drtivé kritice. Jeho díla nebyla považována za dostatečně dobrá ani kompozičně ani jazykově (jeho jazyk byl příliš hrubý). Tato kritika byla zcela jistě pravdivá, ale kritici jako by zapomněli na dobu vzniku jeho děl a na jeho velký význam ohledně rozvoje latinské literatury a latiny vůbec.